# مغتالو وو
مغتالو وو (بالإنجليزية: Wu Assassins) هو مسلسل أكشن خارق للطبيعة أمريكي من بطولة أيكو أويس،بايرون مان،لويس تان،لي جون لي،تومي فلانغان وكاثرين وينيك.تم عرض الموسم الأول من المسلسل على نتفليكس في 8 أغسطس 2019.

## وصلات خارجية
- مغتالو وو على موقع IMDb (الإنجليزية)
- مغتالو وو على موقع روتن توميتوز (الإنجليزية)
- مغتالو وو على موقع نتفليكس (الإنجليزية)
- مغتالو وو على موقع كينوبويسك (الروسية)
- مغتالو وو على موقع ألو سيني (الفرنسية)
- مغتالو وو على موقع قاعدة بيانات الفيلم (الإنجليزية)